# Partitio terrarum imperii Romaniae
Partitio terrarum imperii Romaniae reprezintă denumirea în limba latină pentru "împărțirea teritoriilor Imperiului Roman (Bizantin)", care a constituit un tratat semnat în vederea divizării Imperiului bizantin între participanții la Cruciada a patra, în 1204. Tratatul a stat la baza constituirii Imperiului Latin de Constantinopol și a stabilit detaliile împărțirii teritoriului bizantin și ale noii organizări politice a regiunii.
Tratatul, promulgat fie la finele lui septembrie și începutul lui octombrie 1204, fie (potrivit opiniei istoricului Nikolaos Oikonomides) imediat după cucerirea Constantinopolului, a fost schițat de către un comitet de 24 de conducători ai cruciadei, compus din 12 reprezentanți ai dogelui Enrico Dandolo al Veneției și 12 ai celorlalți participanți la cruciadă.
Tratatul acorda noului împărat controlul direct asupra unui sfert din teritoriul fostului Imperiu bizantin, Veneției trei optimi (inclusiv 3/8 din Constantinopol), urmând ca restul de două optimi să fie divizat între ceilalți cruciați. Ca urmare a acestei divizări, Veneția devenea principala putere din Romania latină, un fapt demonstrat cu claritate de noua titulatură a dogelui, de Dominator quartae et dimidiae partis totius Romanius.
Partitio Romaniae a marcat începutul perioadei din istoria Greciei cunoscută sub denumirile de Frankokratia sau Latinokratia, în care nobilii din Occidentul catolic, în principal din Franța și Italia, și-au constituit state pe teritoriului fostului Bizanț și au stăpânit asupra populației majoritar ortodoxe a grecilor.